# Dipseudopsis angusta
Dipseudopsis angusta är en nattsländeart som beskrevs av Georg Ulmer 1911. Dipseudopsis angusta ingår i släktet Dipseudopsis och familjen Dipseudopsidae. Inga underarter finns listade i Catalogue of Life.